# Liste der Biografien/Palt
Liste der Biografien |
Portal Biografien |
Personensuche
# |
A |
B |
C |
D |
E |
F |
G |
H |
I |
J |
K |
L |
M |
N |
O |
P |
Q |
R |
S |
T |
U |
V |
W |
X |
Y |
Z |
?
 
Pa |
Pc |
Pe |
Pf |
Ph |
Pi |
Pj |
Pk |
Pl |
Pm |
Pn |
Po |
Pr |
Ps |
Pt |
Pu |
Pv |
Pw |
Py
 
Paa |
Pab |
Pac |
Pad |
Pae |
Paf |
Pag |
Pah |
Pai |
Paj |
Pak |
Pal |
Pam |
Pan |
Pao |
Pap |
Paq |
Par |
Pas |
Pat |
Pau |
Pav |
Paw |
Pax |
Pay |
Paz
 
Pala |
Palb |
Palc |
Pald |
Pale |
Palf |
Palg |
Palh |
Pali |
Palj |
Palk |
Pall |
Palm |
Paln |
Palo |
Palp |
Pals |
Palt |
Palu |
Palv |
Paly |
Palz
Die Liste der Biografien führt alle Personen auf, die in der deutschsprachigen Wikipedia einen Artikel haben. Dieses ist eine Teilliste mit 30 Einträgen von Personen, deren Namen mit den Buchstaben „Palt“ beginnt.

## Palt
- Palt, Beatrix (* 1968), deutsche Erziehungswissenschaftlerin und Unternehmensberaterin; Professorin für Betriebswirtschaftslehre

### Palta
- Paltarokas, Kazimieras (1875–1958), litauischer katholischer Bischof
- Paltauf, Richard (1858–1924), österreichischer Pathologe
- Paltauf, Rudolf (1862–1936), österreichischer Jurist und Politiker

### Paltc
- Paltchik, Peter (* 1992), israelischer Judoka

### Palte
- Palter, Lew (1928–2023), US-amerikanischer Schauspieler

### Palth
- Palthen, Jakob (1683–1746), deutscher Jurist, Richter am Hofgericht Greifswald
- Palthen, Johann Franz von (1725–1804), deutscher Jurist und Schriftsteller
- Palthen, Johann Philipp (1672–1710), deutscher Historiker und Sprachforscher
- Palthen, Samuel (1679–1750), schwedisch-pommerscher Jurist, Vizepräsident des Obertribunals Wismar

### Palti
- Paltian, Olaf (* 1952), deutscher Radsportler
- Paltiel, Chaim, französischer Bibelkommentator
- Paltinat, Hermann (1905–1974), deutscher Politiker (NSDAP), MdR, MdL, NS-Funktionär und SA-Führer
- Paltinger, Lola (* 1972), deutsche ModedesignerinLola Paltinger (* 1972)

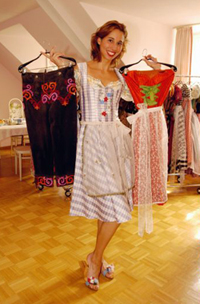
Lola Paltinger (* 1972)

### Palto
- Paltock, Robert (1697–1767), englischer Romanautor und Anwalt

### Paltr
- Paltram vor dem Freithof, österreichischer Ritter und Amtmann
- Paltrinieri, Gregorio (* 1994), italienischer Freistilschwimmer
- Paltrow, Bruce (1943–2002), US-amerikanischer Film- und Fernsehproduzent
- Paltrow, Gwyneth (* 1972), US-amerikanische SchauspielerinGwyneth Paltrow (* 1972)

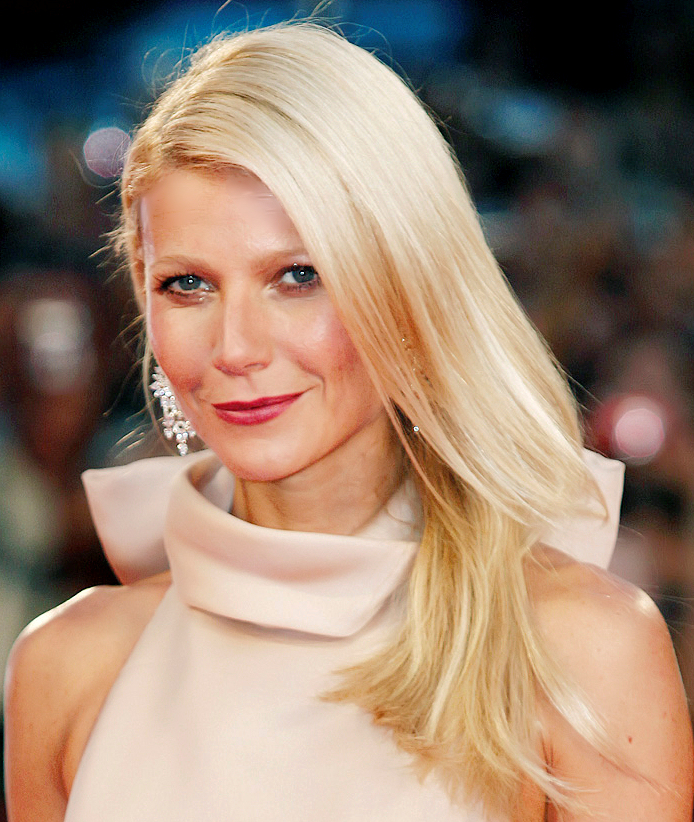
Gwyneth Paltrow (* 1972)

- Paltrow, Jake (* 1975), US-amerikanischer Filmregisseur, Filmproduzent und Drehbuchautor

### Palts
- Palts, Tõnis (* 1953), estnischer Unternehmer und Politiker, Mitglied des Riigikogu
- Paltschewski, Wladimir, sowjetischer Skispringer
- Paltschikow, Filipp Petrowitsch (1682–1744), russischer Schiffbauer
- Paltschinski, Pjotr Ioakimowitsch (1875–1929), russischer Bergbauingenieur, Unternehmer, Ökonom und Hochschullehrer

### Paltt
- Palttala, Markus (* 1977), finnischer Autorennfahrer
- Paltto, Kirste (* 1947), finnisch-saamische Autorin

### Paltu
- Paltul Rinpoche (* 1965), tibetischer Arzt und Geistlicher

### Paltz
- Pältz, Eberhard (1929–2007), deutscher Kirchenhistoriker und Hochschullehrer
- Paltz, Johannes von († 1511), deutscher Theologe und Augustiner-Eremit
- Paltzo, Joachim (1912–1944), deutscher Politiker (NSDAP), MdR